# Circoviridae

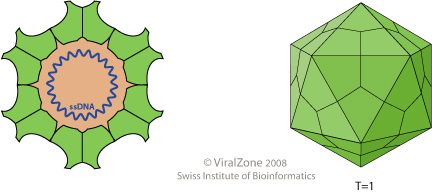
virion de Circovirus

Les Circoviridae sont une famille de virus,. Les oiseaux et les mammifères servent d'hôtes naturels. On connait actuellement 94 espèces dans cette famille, réparties en 2 genres. Les maladies associées à cette famille comprennent: PCV-2: syndrome de dépérissement multisystémique post-sevrage; CAV: anémie infectieuse du poulet,.

## Structure
Les virus de la famille des Circoviridae sont non enveloppés, avec des géométries icosaédriques et rondes, et une symétrie T = 1.Le diamètre est d'environ 20 nm. Les génomes sont circulaires (en) et non segmentés, d'une longueur d'environ 3,8 ko. La capside se compose de 12 pentamères en forme de trompette pentagonale. Il existe deux principaux cadres de lecture ouverts disposés dans des directions opposées qui codent les protéines de réplication (Rep) et de capside (Cap). Les codons de départ alternatifs sont communs chez les espèces aviaires.
| Genre      | Structure | Symétrie | Capsid        | Arrangement génomique | Segmentation génomique |
| ---------- | --------- | -------- | ------------- | --------------------- | ---------------------- |
| Cyclovirus | Icosaèdre | T = 1    | Non enveloppé | Circulaire            | Monopartite            |
| Circovirus | Icosaèdre | T = 1    | Non enveloppé | Circulaire            | Monopartite            |

## Cycle de la vie
La réplication virale est nucléaire. L'entrée dans la cellule hôte est obtenue par pénétration dans la cellule hôte. La réplication suit le modèle du cercle roulant ADNsb. La transcription basée sur un modèle d'ADN, avec un mécanisme d'épissage alternatif, est la méthode de transcription. Le virus sort de la cellule hôte par sortie nucléaire et exportation des pores nucléaires,. Une structure tige-boucle avec un motif nonanucléotidique conservé est située dans la région intergénique 5 'des génomes de circovirus et on pense qu'elle initie la réplication en cycle de roulement. Les oiseaux et les mammifères servent d'hôte naturel. Les voies de transmission sont fécales-orales.
| Genre      | Hôte                     | Tropisme tissulaire                                                                                   | Entrée                                | Libération        | Site de réplication | Site de montage | Transmission                                   |
| ---------- | ------------------------ | --- | ------------------------------------- | ----------------- | ------------------- | --------------- | ---------------------------------------------- |
| Cyclovirus | Des oiseaux              | Poulet: Thymocytes, cellules érythrocytaires; Œuf: tissus embryonnaires et membrane de coquille d'œuf | Endocytose des récepteurs cellulaires | Bourgeonnant (en) | Noyau               | Noyau           | Horizontal: oral-fécal; vertical: oiseau à œuf |
| Circovirus | Des oiseaux; les cochons | Aucun                                                                                                 | Endocytose des récepteurs cellulaires | Bourgeonnant      | Noyau               | Noyau           | Horizontal; oral-fécal                         |

## Taxonomie
La famille des Circoviridae comprend deux genres: les circovirus et les cyclovirus (en) .

## Clinique
Un cyclovirus - cyclovirus-Vietnam - a été isolé du liquide céphalo-rachidien de 25 patients vietnamiens atteints d'infections du SNC d'étiologie inconnue. Le même virus a été isolé des selles d'enfants en bonne santé ainsi que de porcs et de poulets. Cela suggère une voie de transmission oro-fécale avec un éventuel réservoir animal.

## Voir également
- Virus d'animaux (en)